# 亨舍爾
亨舍爾是一家德國企業，位於卡塞尔，初期以生產蒸汽機車為主，一度是全歐洲最大的鐵路機車製造商。初期為「亨舍爾子母公司」（Henschel & Sohn），1957年時改名為亨舍爾製造廠（Henschel Werke）。在1925至1970年期間，亨舍爾以製造载货汽车和公共汽車為主。1933至1945年期間，亨舍爾公司生產了大量的戰車、飛彈與軍用飛機，其中最為著名者即虎式戰車。